# Schewtschenkowe (Boryspil, Taschan)
Schewtschenkowe (ukrainisch Шевченкове; russisch Шевченково Schewtschenkowo) ist ein Dorf im Osten der ukrainischen Oblast Kiew mit etwa 450 Einwohnern (2006).

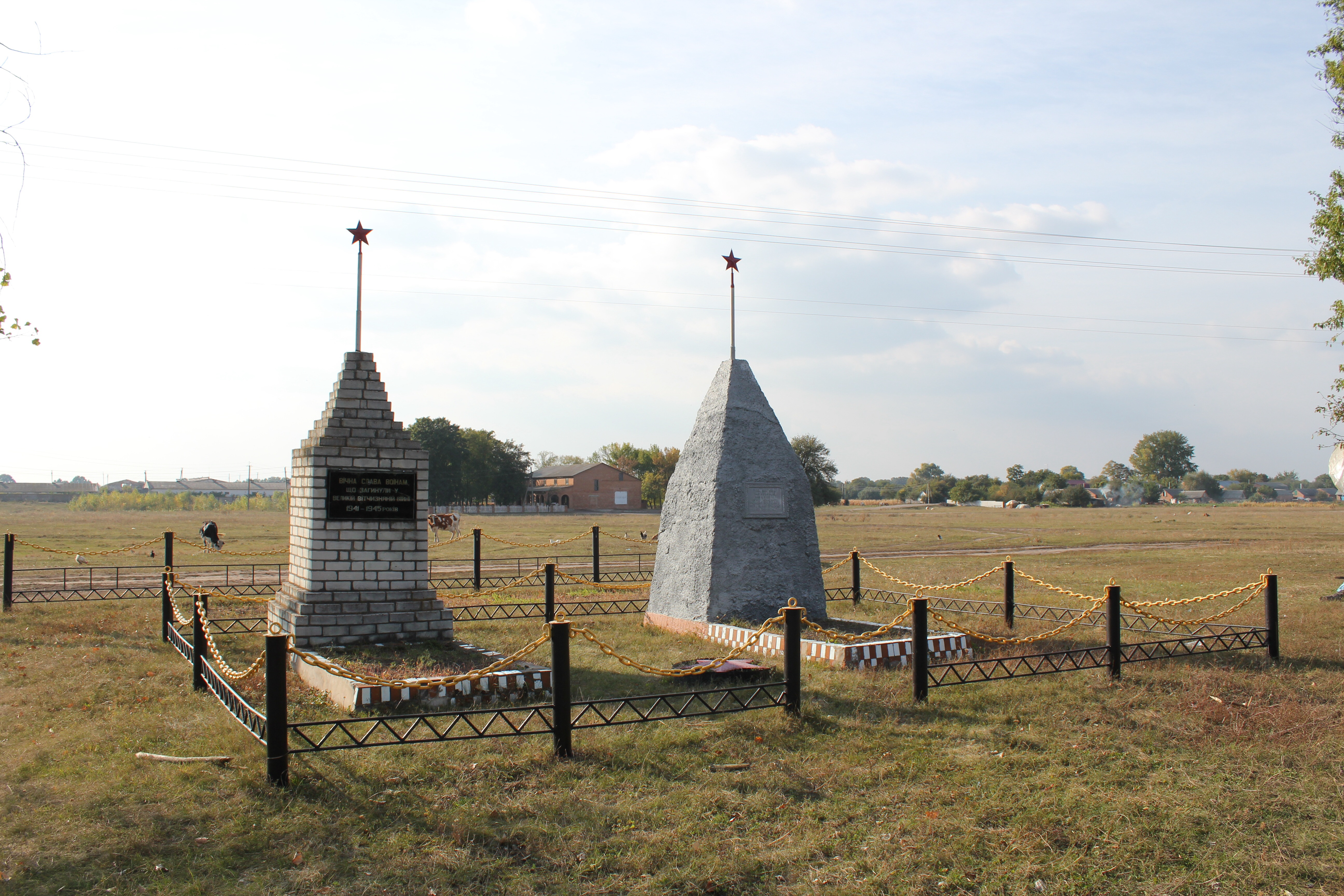
Denkmal im Ort

Das nach dem ukrainischen Nationaldichter Taras Schewtschenko benannte Dorf liegt an der Territorialstraße T–10–31. Das ehemalige Rajonzentrum Perejaslaw befindet sich 26 km westlich und die Stadt Jahotyn liegt 35 km nördlich des Dorfes. Westlich des Dorfes liegt der ehemalige Flugplatz Schewtschenkowe mit einer 400 Meter langen Start- und Landebahn (07/25).
Am 12. Juni 2020 wurde das Dorf ein Teil der neugegründeten Landgemeinde Taschan, bis dahin bildete es die gleichnamige Landratsgemeinde Schewtschenkowe (Шевченківська сільська рада/Schewtschenkiwska silska rada) im Osten des Rajons Perejaslaw-Chmelnyzkyj.
Am 17. Juli 2020 kam es im Zuge einer großen Rajonsreform zum Anschluss des Rajonsgebietes an den Rajon Boryspil.